# Mercado Municipal de São Félix
Mercado Municipal São Félix é um mercado localizado na cidade de São Félix, Bahia, Brasil. Seu prédio foi tombado pelo Instituto do Patrimônio Artístico e Cultural da Bahia (IPAC) como um patrimônio histórico.

## Descrição
Em estilo colonial, o Mercado Municipal localizado em São Félix ocupa uma quadra dentro do Centro Histórico local. O Mercado Municipal funciona ainda hoje como um mercado.
Sua construção se iniciou no ano de 1902, passando por reformas e reformulações entre 1931 e 1935, mais tarde entre 1968 e 1969.

## Tombamento
O Mercado Municipal São Félix foi tombado pelo Instituto do Patrimônio Artístico e Cultural da Bahia (IPAC) como um patrimônio histórico estadual, em 26/04/2006, pela Resolução nº 9.993/06.